# Mineichi Koga
 (novembre 2009).
Si vous disposez d'ouvrages ou d'articles de référence ou si vous connaissez des sites web de qualité traitant du thème abordé ici, merci de compléter l'article en donnant les références utiles à sa vérifiabilité et en les liant à la section « Notes et références ».
Mineichi Koga, (25 septembre 1885 à Arita, au Japon - 31 mars 1944 entre Palau et Davao) fut un amiral japonais et chef de la flotte combinée de la Marine impériale japonaise.

## Biographie

### Instruction militaire
En 1906, il entre à l'Académie navale impériale du Japon. Aspirant, il est affecté à bord de plusieurs croiseurs et embarque finalement sur le cuirassé Aki. Il en sort officier en terminant 34e d'une promotion de 176 cadets. En 1909, Koga suit des cours à l'école d'artillerie, puis s'intéresse à l'arme de la torpille. Deux ans plus tard, il sert en tant que lieutenant de vaisseau sur le croiseur Kashima. Il effectue ensuite des stages à l'École navale et occupe plusieurs postes à terre. Ayant atteint le grade de capitaine de corvette en 1917, Koga ne participa pas aux opérations contre les Allemands durant la Première Guerre mondiale.

### Carrière

#### Entre-deux-guerres
À partir de 1920, après avoir été instructeur au Collège naval, Koga séjourne en France. Il revient au Japon deux ans plus tard et est nommé commandant en second du croiseur Kitakami. Promu capitaine de vaisseau en décembre 1926, il est nommé attaché naval de l'ambassade japonaise à Paris en 1927.
L'année suivante, il participe à la conférence sur le désarmement naval de Genève. Rappelé au Japon en 1930, sa carrière connait une remarquable ascension : il obtient son premier commandement, celui du croiseur lourd Aoba à partir du 31 décembre 1930, puis celui du cuirassé Ise un an plus tard. Contre-amiral en 1932, Koga prend la tête du 3e bureau de l'état-major naval, puis en 1933, celle du 2e bureau (renseignements), ce qui lui permet de jouer un rôle non négligeable dans le réarmement naval du Japon dans les années 1930. Le 31 décembre 1936, Koga est nommé vice-amiral et devient chef d'état-major de la marine impériale en 1937, peu de temps avant le début des hostilités avec la Chine.

#### Seconde Guerre Mondiale
En octobre 1939, l'officier est nommé à la tête de la 2e Flotte.
Le 1er septembre 1941, il reçoit le commandement de la Flotte opérant au large de la Chine. La tension entre les États-Unis et l'empire du Japon atteint alors son paroxysme et, au moment où l'attaque sur Pearl Harbor est décidée, Koga, à l'instar de Yamamoto fait part de ses craintes sur les conséquences d'une guerre avec les Américains. Les deux amiraux ont cependant des divergences de vues quant à l'emploi de l'aéronavale, puisque Koga est fermement convaincu de la supériorité du cuirassé dont les pièces d'artillerie navale doivent emporter la décision durant la bataille navale; mais les premiers mois de guerre dans le Pacifique lui démontrent le bien-fondé des théories du chef de la flotte combinée.
Hormis lors de la conquête de Hong Kong, durant laquelle il dirige les opérations navales, la participation de Koga à la "campagne de libération de la grande Asie Orientale" n'est guère notable et le 10 novembre 1942, il devient préfet maritime de Yokosuka, ce qui lui permet de superviser la reconstitution de l'aéronavale japonaise, décimée à Midway et à Guadalcanal. La mort de l'amiral Yamamoto va le propulser sur le devant de la scène, puisque le général Tojo et le ministère de la Marine s'accordent pour nommer Koga à la tête de la Flotte Combinée le 21 mai 1943. L'homme, s'il n'a pas le charisme ni le génie de son prédécesseur, il n'est pas moins un pragmatique très réaliste sur la situation militaire de son pays et préfère prendre l'offensive. Koga hisse sa marque sur le cuirassé Musashi, navire-école du Yamato, et élabore une stratégie à long terme.
Il disparaît officiellement lors d'un accident à bord d'un hydravion dans la nuit du 31 mars au 1er avril 1944 et nommé Gensui (Amiral de la flotte) à titre posthume.